# Gonadotropin
Gonadotropin là các hormone polypeptide glycoprotein được tiết ra bởi các tế bào tuyến sinh dục của tuyến yên trước của động vật có xương sống. Gia đình này bao gồm các động vật có vú hormone kích thích nang trứng hormone (FSH), luteinizing hormone (LH), và nhau thai / màng đệm gonadotropins, human chorionic gonadotropin (hCG) và ngựa gonadotropin màng đệm (ECG), cũng như ít nhất hai hình thức của gonadotropin cá. Những hormone này là trung tâm của hệ thống nội tiết phức tạp điều chỉnh sự tăng trưởng bình thường, phát triển tình dục và chức năng sinh sản. LH và FSH được tiết ra bởi tuyến yên trước, trong khi hCG và eCG được tiết ra từ nhau thai ở người mang thai và ngựa cái, tương ứng. Các gonadotropin hoạt động trên các tuyến sinh dục, kiểm soát giao tử và sản xuất hormone giới tính.
Gonadotropin đôi khi được viết tắt là Gn. Các gonadotrophin đánh vần thay thế mà ngụ ý không chính xác một cơ chế nuôi dưỡng  vẫn còn được sử dụng lẻ tẻ.
Có nhiều chế phẩm gonadotropin khác nhau để sử dụng trong điều trị, chủ yếu là thuốc sinh sản. Ngoài ra còn có chế độ ăn kiêng hoặc chế phẩm quack, là bất hợp pháp ở các quốc gia khác nhau.

## Các loại tự nhiên và cấu trúc tiểu đơn vị
Hai gonadotropin chính ở động vật có xương sống là hormone luteinizing (LH) và hormone kích thích nang trứng (FSH), mặc dù các loài linh trưởng tạo ra một gonadotropin thứ ba gọi là gonadotropin (CG). LH và FSH là các dị vòng bao gồm hai chuỗi peptide, chuỗi alpha và chuỗi beta. LH và FSH chia sẻ các chuỗi alpha gần như giống hệt nhau (dài khoảng 100 amino acid), trong khi chuỗi beta cung cấp tính đặc hiệu cho các tương tác thụ thể. Những tiểu đơn vị này được sửa đổi rất nhiều bởi glycosyl hóa.
Tiểu đơn vị alpha là phổ biến cho mỗi dimer protein (được bảo tồn tốt trong các loài, nhưng khác nhau giữa chúng ) và tiểu đơn vị beta duy nhất, có tính đặc hiệu sinh học. Các chuỗi alpha là các protein được bảo tồn cao với khoảng 100 dư lượng amino acid có chứa mười cystein được bảo tồn tất cả liên quan đến liên kết disulfide, như thể hiện trong sơ đồ dưới đây. 
```
 + --------------------------- +
      + ---------- + | + ------------- | - +
      | | | | | |
    xxxxCxCxxxxxxCxCCxxxxxxxxxxxxxCCxxxxxxxxxxCxCxxCx
       | | | |
       + ------ | ----------------- + |
          | |
          + ---------------------------- + 
```

'C': cysteine được bảo tồn liên quan đến liên kết disulphide.
Mức độ của các tiểu đơn vị alpha tự do nội bào lớn hơn so với glycoprotein trưởng thành, ngụ ý rằng sự lắp ráp hormone bị giới hạn bởi sự xuất hiện của các tiểu đơn vị beta cụ thể, và do đó sự tổng hợp alpha và beta được điều chỉnh độc lập.
Một gonadotropin khác của con người là gonadotropin màng đệm ở người (hCG), được sản xuất bởi nhau thai trong thai kỳ.

## Cơ chế

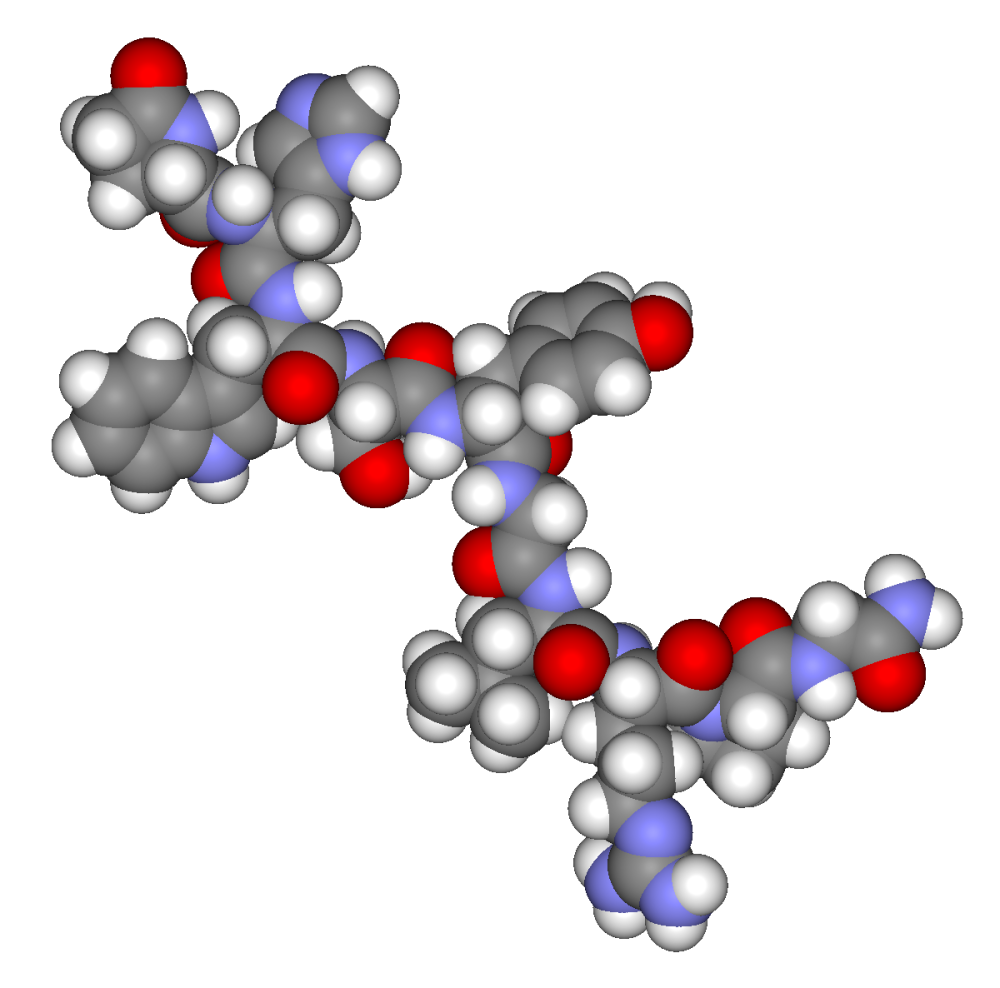
hormone giải phóng gonadotropin

Các thụ thể Gonadotropin được nhúng vào bề mặt của màng tế bào đích và được ghép nối với hệ thống G-protein. Tín hiệu được kích hoạt bằng cách liên kết với thụ thể được chuyển tiếp trong các tế bào bởi hệ thống nhắn tin thứ hai AMP tuần hoàn.
Gonadotropin được giải phóng dưới sự kiểm soát của hormone giải phóng gonadotropin (GnRH) từ nhân hồ quang và khu vực tiền sản của vùng dưới đồi. Các tuyến sinh dục - tinh hoàn và buồng trứng - là cơ quan đích chính của LH và FSH. Các gonadotropin ảnh hưởng đến nhiều loại tế bào và gợi ra nhiều phản ứng từ các cơ quan đích. Là một khái quát đơn giản, LH kích thích các tế bào Leydig của tinh hoàn và tế bào theca của buồng trứng để sản xuất testosterone (và gián tiếp estradiol), trong khi FSH kích thích mô sinh tinh của tinh hoàn và tế bào hạt của nang noãn, cũng như kích thích sản xuất estrogen bởi buồng trứng.
Mặc dù gonadotropins được tiết ra trong một nhịp cách (như là một kết quả của nhịp GnRH phát hành), không giống như trường hợp của GnRH và chất đối vận GnRH, liên tục/kích hoạt không đụng kêu của các thụ thể gonadotropin bởi gonadotropins không tạo ra sự ức chế chức năng. Điều này có thể được nhìn thấy trong 7 tuần đầu tiên của thai kỳ, khi nồng độ hCG liên tục tăng cao và tăng dần và điều hòa sản xuất estrogen và progesterone bởi hoàng thể cho đến khi nhau thai sản xuất các hormone này.

## Bệnh tật
Thiếu hụt Gonadotropin do bệnh tuyến yên dẫn đến suy sinh dục, có thể dẫn đến vô sinh. Điều trị bao gồm các gonadotropin được quản lý, do đó, hoạt động như một loại thuốc sinh sản. Như vậy có thể được sản xuất bằng cách chiết xuất và tinh chế từ nước tiểu hoặc được sản xuất bởi DNA tái tổ hợp.
Thất bại hoặc mất các tuyến sinh dục thường dẫn đến nồng độ LH và FSH trong máu tăng cao.
Sự không nhạy cảm của LH, dẫn đến tình trạng giảm tế bào của tế bào Leydig ở nam giới và sự không nhạy cảm của FSH, là tình trạng không nhạy cảm với LH và FSH, tương ứng, gây ra bởi các đột biến mất chức năng ở các thụ thể tín hiệu tương ứng. Một điều kiện liên quan chặt chẽ với những điều này là sự vô cảm của GnRH.

## Chế phẩm dược phẩm
Có nhiều chế phẩm gonadotropin khác nhau để sử dụng trong điều trị, chủ yếu là thuốc sinh sản. Ví dụ, cái gọi là menotropin (còn được gọi là gonadotropin ở người) bao gồm LH và FSH được chiết xuất từ nước tiểu của phụ nữ mãn kinh. Ngoài ra còn có các biến thể tái tổ hợp. Bên cạnh các loại thuốc dược phẩm hợp pháp đã nói ở trên, còn có các chế độ ăn kiêng hoặc chế phẩm lang băm, là bất hợp pháp ở các quốc gia khác nhau.